# Giacomo Pedini
Giacomo Pedini (Assisi, 20 ottobre 1983) è un regista, direttore artistico e saggista italiano, dal 2020 è direttore artistico di Mittelfest, festival internazionale di arti performative con sede a Cividale del Friuli.

## Biografia
Figlio del compositore Carlo Pedini, Giacomo Pedini si è laureato e ha conseguito il dottorato di ricerca presso l'Università di Pavia, come allievo dell'Almo Collegio Borromeo Dal 2016 al 2022 ha insegnato all'Università di Bologna, tenendo corsi come "Drammaturgia dello spazio scenico", "Storia della regia" e "Istituzioni di regia" .
Ha collaborato con importanti istituzioni teatrali italiane, tra cui Emilia Romagna Teatro Fondazione (ERT), dove ha ricoperto il ruolo di dramaturg dal 2017 al 2019 e ha diretto le collane editoriali "Linea" e "Linea Extra" per Luca Sossella Editore.

### Direzione artistica di Mittelfest
Nel 2020, Pedini è stato nominato direttore artistico di Mittelfest, succedendo al regista bosniaco Haris Pašović. Sotto la sua guida, il festival ha rafforzato il suo legame con l'area centro-europea e balcanica, promuovendo una programmazione che abbraccia teatro, musica, danza e circo.
Tra le sue iniziative più significative c'è la creazione di "Mittelyoung" nel 2021, una sezione del festival dedicata ad artisti emergenti under 30 provenienti da 27 paesi europei. Attraverso un'open call e un gruppo di selezione under 30, vengono selezionati nove spettacoli, di cui tre entrano nella programmazione ufficiale del Mittelfest. Inoltre la creazione del progetto italo-sloveno Inabili alla morte/Nezmožni umreti, una trilogia teatrale, letteraria e radiofonica sul Novecento centro-europeo, con Goran Vojnovic e Paolo Di Paolo in occasione di GO! 2025 - Nova Gorica e Gorizia capitale europea della cultura 2025.

### Opere e attività
Pedini ha curato regie e drammaturgie originali, tra cui La Cripta dei Cappuccini di Joseph Roth per Mittelfest e Koncerti per il Teatro Nazionale Sperimentale di Tirana (2024) . Ha inoltre coordinato progetti partecipativi per ERT Fondazione e ha diretto collane editoriali, contribuendo alla diffusione della cultura teatrale contemporanea.

## Spettacoli recenti
- Koncerti da Një engjëll veshë me frak di Stefan Çapaliku, produzione Teatro Nazionale Sperimentale "Kujtim Spahivogli" di Tirana, in coproduzione con l'Istituto Italiano di Cultura di Tirana (2024)
- La Cripta dei Cappuccini di Joseph Roth, adattamento con Jacopo Giacomoni, musiche Cristian Carrara, con Natalino Balasso, co-produzione Mittelfest-SNG Nova Gorica
- La singolarità di Schwarzschild di Benjamin Labatut, co-produzione Mittelfest, Compagnia Orsini, Wrong Child (2022)

## Saggi e libri
- Inteatrarsi Dante, in Italienisch Jg. 45, Issue 89, 2023, pp. 108-111
- Alexander R. Galloway, Gaming. Saggi sulla cultura algoritmica, a cura e traduzione di Giacomo Pedini e Mauro Salvador, Bologna, Sossella, 2022.
- Nazionalissime teste di legno. Il teatro e Umberto Tirelli, in Umberto Tirelli. Caricature per un teatro della vita, a cura di Stefano Bulgarelli e Cristina Stefani, Genova, Sagep, 2021, pp. 71-79.
- Sei racconti. Teatri occidentali oggi, Bologna, Patron, 2021.
- Appunti sul regista-professore: Squarzina in Università, in Luigi Squarzina. Studioso, drammaturgo e regista teatrale (Venezia, Fondazione Giorgio Cini, 4-6 ottobre 2012), ed. by Maria Ida Biggi, Roma, Scienze e Lettere, 2013, p. 95-106.
- «Imprimono maravigliosamente co la voce et co movimenti gli affetti nel core». 'Imagini' e 'versi' in Giraldi tra teatro e didattica, in «Critica Letteraria», XLI (2013), nn. 159-160, p. 365-386.
- Note intorno alla poesia per attore: versi a Gustavo Modena, in Filologia e critica nella modernità letteraria. Studi in onore di Renzo Cremante, ed. by Andrea Battistini, Arnaldo Bruni and Irene Romera Pintor, Bologna, CLUEB, 2012 p. 241-254.
- La resistibile ascesa di Arturo Ui, di Bertolt Brecht, regia Claudio Longhi, ed. by Luca Micheletti, Giacomo Pedini, Sandro Piccioni, Roma, Ponte Sisto, 2011.
- Gli ultimi giorni di Weimar (e lo spettro di Al Capone), in La resistibile ascesa di Arturo Ui, di Bertolt Brecht, regia Claudio Longhi, ed. by Luca Micheletti, Giacomo Pedini, Sandro Piccioni, Roma, Ponte Sisto, 2011 p. 19-26.
- Fantesche, dame e regine. Due esempi di fenomenologia del femminile «en travesti»: Leone de' Sommi e Flaminio Ariosti, in La mujer: de los bastidores al proscenio en el teatro del siglo XVI, ed. by Irene Romera Pintor e Josep Lluís Sirera, Valencia, Universitat de València, 2011, p. 217-235.
- Tommaso Salvini, review to Tommaso Salvini. Un attore patriota nel teatro italiano dell'Ottocento, ed. by Eugenio Buonaccorsi, Bari, Edizioni di Pagina, 2011, in «Prospero European Review. Theatre and Research», edition 2, 2011, http://www.prospero-theatre.com
- «Anche noi abbiamo i nostri diritti». Marcello Gallian e la “Rivoluzione” a teatro, in L'avanguardia radicale di Marcello Gallian, ed. by Renzo Cremante, Bologna, CLUEB, 2012, p. 167-206.